# Herbert Spencer
Herbert Spencer (n. 27 aprilie 1820, la Derby, East Midlands - d. 8 decembrie 1903, la Londra) a fost un faimos sociolog, psiholog și gânditor britanic.

## Date biografice
Herbert Spencer s-a născut în Derby, ca fiu al lui George Spencer, un educator respectabil. Provenind dintr-o familie de profesori, (inclusiv bunicul și unchiul său), el a fost încurajat să studieze de la o vârstă fragedă. În timpul copilăriei sale a fost expus multor opere științifice ale tatălui său. La vârsta de 13 ani, tatăl său l-a trimis la "Hinton Charterhouse", în apropiere de Bath, unde unchiul său, reverendul Thomas Spencer, îi putea oferi o educație mai formală. La început, Spencer nu s-a înțeles bine cu unchiul său, considerându-l plictisitor și împotrivindu-se lecțiilor sale de greacă și latină. A fugit înapoi, la casa tatălui său, dar s-a reîntors la unchiul său, unde și-a dezvoltat primele idei politice și economice, ca răspuns la viziunile reformatoare și radicale ale lui Thomas Spencer.
În 1836 unchiul său i-a obținut o slujbă ca inginer de căi ferate, experiență care l-a reținut pe Spencer de la urmărirea unui viitor, în profesii unde el simțea că șefii exploatează munca oamenilor. Așadar, Spencer a început să se dedice așternerii pe hârtie a gândurilor sale, iar în urma unei vizite făcute unchiului său la vârsta de 22 de ani, a fost încurajat de acesta să își trimită lucrările la un ziar radical numit "The Nonconformist". Acesta a fost începutul implicării sale în jurnalism.
În timp ce aceste lucrări recente au demonstrat o viziune liberalistă a drepturilor muncitorilor și a responsabilităților guvernamentale, în cercurile sale private, Spencer promova deja o filozofie mai rațională cu privire la legile naturale ale progresului. Aceste viziuni au fost transpuse în manuscrisul său din 1851 numit "Social Statics", un document care a arătat importanța puterii individuale în fața unei societăți care își călca slăbiciunea în picioare. Ceea ce lipsea din această nouă publicație era compasiunea pentru clasa muncitoare. Aici, Spencer a început să își dezvolte viziunea asupra civilizației, nu ca o construcție artificială a omului, ci ca pe un produs natural și organic a locului omului în natură. 
După ce a lucrat 5 ani ca editor executiv al ziarului financiar din Londra "The Economist" până în 1853, Spencer a început să își dedice tot timpul scrisului. În anii imediat următori el a produs lucrări privind educația, știința, industria de căi ferate și multe alte subiecte ce țineau de filosofie și sociologie.
În 1855, Spencer a scris "Principiile Psihologiei" în care a explorat o teorie a minții ca o parte biologică a corpului. În acest model, inteligența umană reprezenta ceva care se dezvolta încet ca răspuns la mediul fizic. Un astfel de punct de vedere evolutionist asupra originii omului i-a îndepărtat pe editori, Spencer neavând de ales decât să își publice cartea prin costuri proprii. În timp ce scria "Principiile Psihologiei", Spencer a călătorit în Anglia și în Franța, dar în timpul unei asemenea călătorii s-a îmbolnavit, sănătatea rămânându-i șubredă de atunci. Cu toate că nu s-a diagnosticat boala, Spencer suferea de oboseală constantă care îl făcea să doarmă puțin și agitat, astfel reținându-l de la scris. În timp ce el dădea vina pe "stress" și pe posibilitatea de a avea plămâni nedezvoltați, deteriorarea continuă a sănătății de-a lungul anilor l-a determinat să consume și să devină dependent de opiu și de morfină.
In 1853, unchiul lui Spencer a murit și i-a lăsat acestuia ca moștenire o sumă considerabilă de bani. Următorii ani din viață i-a trăit frugal. S-a împrietenit cu George Eliot și după un timp se părea că se vor căsători, dar, cu toate că ea părea dispusă să facă acest pas, Spencer a ales viața de burlac, trăind singur până la sfârșitul vieții.
În ciuda oboselii sale constante, Spencer a continuat să scrie, în 1858 începând să lucreze la un proiect care urma să acopere întreaga sa filozofie cu privire la evoluție și legile progresului. A încercat să își publice lucrarea, dar nu a găsit garanția nici unei edituri. În această perioadă, Spencer s-a integrat în comunitatea intelectualilor din Anglia unde l-a cunoscut pe Thomas Henry Huxley, filozof englez proeminent care i-a rămas prieten. Huxley l-a inclus pe Spencer în "X Club", un club al intelectualilor unde aceștia se întâlneau periodic și își împărtășeau viziunile și opiniile. Printre membrii clubului se numărau filosoful John Tyndall, arheologul Sir John Lubbock, și invitați de seamă precum Charles Darwin. Prin asocierea cu aceștia, Spencer reprezenta o prezență puternică, creându-și o audiență puternică la opiniile sale.
În 1862, Spencer a publicat "Primele Principii", o expunere a teoriei sale evoluționiste cu privire la principii din toate domeniile vieții. Definiția sa explică evoluționismul ca fiind un proces continuu prin care materia se rafinează într-o formă complexă și coerentă. În acest timp, Spencer a obținut o reputație bună și era foarte respectat. Este interesant de reținut faptul că Spencer nu s-a dedicat în întregime unei singure științe sau subiect, de aici și numele pe care îl avea ca membru al X Club-ului -Exhaustive Spencer.
Când a atins vârsta de 60 de ani, sănătatea i s-a șubrezit, devenind invalid. În 1882 a participat la înmormantarea lui Darwin încălcându-și astfel o regulă proprie, aceea de a nu intra vreodată în biserică. În 1902, cu puțin timp înainte de a trece în neființă, Spencer a fost nominalizat pentru premiul Nobel pentru literatură. A murit la vârsta de 83 de ani, la Londra.

## Teorii ale lui Herbert Spencer
Traduceri ale lucrărilor sale s-au realizat în română, germană, ebraică, italiană, spaniolă, franceză, rusă, japoneză și chineză; i s-au oferit numeroase premii în Europa și America de Nord. Filosofia sa s-a dovedit utilă pentru politicienii conservatori, nu numai prin aplicabilitatea ei către ierarhia claselor sociale, dar și pentru concepția ei asupra justiției sociale care punea accent pe responsabilitatea individului pentru natura și acțiunile sale. Spencer a fost un susținător al "legii libertății egale", un principiu de bază al liberalismului care susține că orice individ este liber să facă ce dorește atâta timp cât nu îi dăunează altui individ.

### Teorii despre societatea militară și cea industrială
Una dintre cele mai cunoscute teorii ale lui Spencer este cea despre societatea militară și cea industrială. El a pus accentul pe multe probleme politice ale societății timpului său.
Herbert Spencer prezintă un scurt istoric al celor două partide politice tradiționale ale Marii Britanii, conservatorii (Tory) și liberalii (Whig), marcând schimbările drastice care au intervenit în programele acestora în ultima vreme.
Astfel, cele două tipuri de partide reprezentau inițial două tipuri de organizații sociale, unul fiind de tip militar, iar celălalt de tip industrial. Pornind de la sensul cel mai larg al cuvântului “cooperare”, Spencer definește cele două partide astfel: unul ca sistemul cooperării silite (asemenea unei armate regulate, în care unitățile în diferitele lor grade trebuie să îndeplinească ordinele sub pedeapsa cu moartea și să primească hrană, haine și o soldă, distribuite în proporții arbitrare), iar celălalt, ca sistemul cooperarii voluntare (asemenea unui corp de producători sau distribuitori din care fiecare consimte să plătească anumite sume în schimbul unor anumite servicii, și care au voie, în urma înștiințării prealabile, să părăsească organizația dacă ea nu le place).
Autorul reliefează transpunerea în realitate a doctrinelor celor două partide, respectiv modul în care firea lor se oglindea în fapte. Liberalismul a început prin a se împotrivi lui Carol al II-lea și a uneltirilor lui, care aveau scopul de a restabili puterea monarhică nemărginită. Liberalii considerau monarhia ca o instituție stabilită de națiune spre folosul tuturor membrilor ei, în vreme ce pentru conservatori monarhul era delegatul cerului. Iar aceste doctrine presupuneau, una, ca supunerea cetățenilor față de stăpânitor era condiționată, iar cealaltă, ca ea era necondiționată.
Începând chiar cu secolul al XVII-lea, conform descrierilor furnizate de Bolingbroke (1678–1751), în primul partid era o dorință de a rezista și micșora puterea coercitivă a stăpânitorului asupra supusului, iar în celalalt partid, dorința de a păstra sau mări această putere coercitivă. 
Importante de menționat sunt și caracterele generale ale schimbărilor realizate de Whig-i (liberali); astfel, sub înrâurirea crescânda a Whig-ilor au fost abrogate legile care opreau asociațiile muncitorești precum și acelea care stânjeneau libertatea de a călători a lucrătorilor, măsura prin care disidenții religioși erau liberi să creadă ce voiau, fără teama de pedepse civile, măsură care permitea catolicilor să-și marturisească credința fară să piardă nimic din libertatea lor. Nu încape îndoială că toate aceste schimbări, fie ca erau făcute sau nu de înșiși liberalii, au fost înfăptuite în conformitate cu principiile profesate și susținute sus și tare de ei. Herbert Spencer, fin observator al epocii sale, se întreaba pe bună dreptate în continuare, cum se face că liberalismul, întărindu-se din ce în ce mai mult, a devenit din ce în ce mai coercitiv în legislația lui? Și tot el răspunde, aducând o întreagă pleiadă de argumente în acest sens, ilustrând printr-o serie mai mult decât cuprinzătoare de legi și măsuri adoptate de liberali sau sub directa lor îndrumare, printr-o analogie extrem de sugestivă: dacă în extremul orient, cineva ar auzi de la locuitori o povestire a unei lupte prin care ei au înlăturat un despot crud și desfrânat, ca să puna în locu-i o persoană potrivită. Dacă acel cineva le-ar spune că ei n-au schimbat esențial natura guvernământului lor, el i-ar uimi peste măsură; si cu greu i-ar face să înteleagă că nlocuirea unui despot rău-voitor cu unul binevoitor lasă, totuși, în picioare, despotismul.
Astfel se justifică si paradoxul cu care a început; conservatorismul si liberalismul s-au ivit, la origine, unul din vremurile statului militar, iar celalalt, din industrialism. Se întelege că, întrucât ceea ce se numește acum liberalism a extins sistemul restrângerii, el ia o nouă formă a conservatorismului. Asa că, dacă lucrurile merg ca până acum, se poate întampla cândva, de fapt, ca partidul conservator să ajungă apărătorul libertăților pe care liberalii, urmărind ceea ce le pare a fi binele poporului, le calcă în picioare.
Spencer aduce în discuție simpatia față de popor și sacrificiul de dragul lui implică numaidecât aprobarea ajutorului gratuit, el ilustrând argumentele sale împotriva acestei afirmații cu întamplări din viața personală a unchiului sau, reverendul Thomas Spencer, respectiv comparându-l cu sistemul de “întregire de leafă” din Legea Săracilor. Astfel, suma pe care, sub vechea lege a săracilor, lucratorul pe jumătate sarac o primea de la parohie pentru a împlini venitul lui săptămânal, nu era precum apărea, o gratificație, pentru că ea aducea cu sine o descreștere, substanțial echivalentă, a lefii pe care o plătea stăpânul, după cum s-a dovedit repede, când sistemul s-a desființat și salariul s-a ridicat.

### Conceptul de moment politic
Autorul prezintă de asemenea, cu exemple extrem de elocvente și îmbelșugate, conceptul de moment politic. Acest moment, în loc să scadă sau să rămână constant, crește mereu. Politicianul examinează cu atenție lucrurile pe care legea lui vrea sa le îndeplinească, dar puțin se gândește la urmările mai îndepartate ale mișcării pe care o stârnește cu actul lui, și cu atât mai puțin la efectele lui colaterale, astfel legiuitorii care în 1833 au votat £20.000 anual spre a ajuta clădirea de școli, niciodată nu și-au închipuit că pasul lor va duce la contribuții forțate, locale și generale, care la vremea lui Spencer (1890) se ridicau la £10.000.000; ei nu s-au gândit că A trebuie să fie responsabil pentru educația progeniturii lui B, și încă și mai puțin le-a trecut prin minte că succesorii lor, obligându-i pe părinții săraci să ceară ajutorul Oficiului spre a plăti taxele de care comitetele școlare nu voiau să-i scutească, aveau să porneasca obiceiul de a se apela la Oficiul Săracilor, pricinuind în acest fel săracirea altora.
Pentru ilustrarea cât mai vie a conceptelor sale despre clasa conducătoare, Herbert Spencer folosește un exemplu extrem de elocvent și de revelator în acest sens: o cumpănă cu două talere, cu mai multe alice pe un taler și mai puține pe celălalt. În cazul în care bara e inegal împărțită, iar talerul ușor încărcat se află la capătul unui braț foarte lung, atunci transferarea unei alice de pe un taler pe celălalt produce un efect mult mai mare, va aduce o schimbare a poziției ce rezultă din transferarea indivizilor, unul după altul, din masa comunității guvernate în alcătuirile care guvernează; astfel un corp relativ mic de funcționari, coerent, având interese comune și lucrând sub o autoritate centrală, are un imens avantaj asupra unui public incoerent, care nu are o politică bine închegată și care poate fi adus să lucreze unitar numai sub o provocare puternică. De aici urmează ca o alcătuire de funcționari, trecând dincolo de un anumit stadiu de dezvoltare devine tot mai irezistibilă, lucru care se poate vedea în birocrațiile de pe continent.
Dobândind justificări repetate prin noi legi în armonie cu doctrinele lor, energumenii politici și filantropii neînțelepți își continuă agitațiile cu încredere și un succes mereu crescând. În felul acesta înrâuririle de felurite chipuri conspiră pentru a face să crească acțiunea în corp și să slăbească acțiunea individuală, dând așadar impulsul necesar apariției și dezvoltării socialismului, neînțelegându-i și nebănuindu-i pe deplin efectele viitoare. Spencer susține faptul că orice socialism implică sclavia.
Răspunsurile primite la acea dată l-au determinat ulterior pe Spencer să revină asupra teoriilor sale, admițând că dezaprobarea socialismului nu necesită aprobarea așezărilor existente.
De asemenea, însuși autorul concluzionează că [...] a privi cu ochi îngăduitori asupra cusururilor acelora a căror viață e grea nu înseamnă deloc să-i tolerezi pe oamenii de nimic.
Spencer dorește, nu să prezinte relele guvernamentale în faptele lui, ci să considere o parte relativ mică, adică acele păcate ale legiuitorilor care nu sunt născute din ambițiile lor personale și din interesele de clasă ale lor, ci care rezultă din lipsa cunoștinței acelor studii pe care moralmente ei sunt datori să le posede, pentru a-și putea îndeplini menirea.

### Exemple de legi prost gândite
Autorul prezintă, într-o manieră mai mult sau mai puțin succintă, numeroase exemple de legi prost gândite și, din păcate, și mai prost aplicate, dintre care merită menționate încercările făcute în Anglia timp de cinci sute de ani, cu scopul de a împiedica acapararea mărfurilor (cu scopul de a le specula), și care în Franța, după spusele lui Arthur Young, au impiedicat să se cumpere mai mult de două banițe de grâu în târg, au continuat, generație după generație, să mărească mizeria și mortalitatea prin scumpirea traiului, căci negustorul en-gros, care în acele vremi era înfierat ca un „asupritor pe față al celor săraci”, e un om a cărui funcție socială e de a egaliza distribuirea unui bun, împiedicând consumarea fără rost de repede. De o natură analoagă a fost și măsura care, în 1315, pentru a micșora asprimea foametei, stabilea așa numitele „prețuri maximale” ale alimentelor, dar care a fost repede desființată după ce pricinuise o deplină dispariție a diferitelor alimente de pe piață.

### Neajunsuri produse prin lege
Herbert Spencer ilustrează o serie întreagă de neajunsuri produse prin lege, în special asupra domeniului construcțiilor de case pentru cei nevoiași. Prin taxe rău impuse, ei au ridicat prețul caramizii și al lemnului de construcție, mărindu-se cheltuielile clădirii caselor și au încurajat, de dragul economiei, întrebuințarea materialului prost în cantități meschine. Pentru a împiedica construcția mai departe de locuinte proaste, s-au stabilit dispoziții care, în chip medieval, dictau calitatea locuințelor construite. Nu i-a trecut nimănui prin minte că, insistându-se asupra unei calități superioare și, deci mărind prețurile, se va limita cererea și, eventual, se va reduce și oferta. Spencer realizează că neajunsurile legislative sunt explicate în mare măsură și reprobarea lor se mai îndulcește, dacă lucrurile sunt privite din depărtare. Nici cultura trecutului și nici a prezentului nu a dat unui numar considerabil de oameni o concepție stiințifică a societății, o alcătuire într-un anume sens, organică.
Sperând într-o îndreptare a legilor, autorul punctează la obiect faptul că odată pricinile acelor insuccese familiare observate, oamenii s-ar apuca să legifereze cu cea mai mare ezitare. Și cu toate acestea, ei sunt gata să lucreze cu toată încrederea că nu greșesc. Nicăieri nu există un contrast atât de uimitor între greutatea problemei si lipsa de pregătire a celor ce se apucă de dezlegarea ei. În concepția autorului, de care foarte ușor se pare că ne putem atașa, în mare parte datorită sentimentului de actualitate ce dăinuie din aceasta, nu încape îndoială că, printre credințele monstruoase, una dintre cele mai monstruoase e aceea că, în vreme ce pentru o meserie simplă, precum cizmaria, de pildă, e nevoie de ani de zile de ucenicie, singurul lucru care nu are nevoie de ucenicie e să faurești legile unei națiuni!
Rămânând fidel comparațiilor, Herbert Spencer exemplifica edificator că precum un medic, care după ani de studiu, a dobândit o cunoștință competentă a fiziologiei, patologiei si terapeuticii, nu e considerat responsabil din punct de vedere al Codului Penal dacă un om moare sub tratamentul lui: el s-a pregătit cât a putut mai bine și a lucrat după cea mai bună judecată a lui, la fel si legiuitorul, ale cărui măsuri aduc rău în loc de bine, cu toate cercetarile întinse și metodice care l-au ajutat să ia o hotărâre, nu poate fi considerat că a comis altceva decât o eroare de raționament. Dimpotrivă, legislatorul cel neștiutor ce dă legi cu urmări tragice nu are mai mult drept la iertare decat un ucigas din culpă.
Spencer cosidera că, aceia care cred că viața merită trăită cred implicit că oamenii n-ar trebui împiedicați de a îndeplini activitățile care țin viața în picioare. Cu alte cuvinte, dacă se spune că e drept ca oamenii să le îndeplinească, atunci, prin permutație, el concluzionează că ei au un drept să le îndeplinească. Această concepție a “drepturilor naturale” își are originea în faptul ca viața e justificabilă, că trebuie să fie o justificare a actelor esențiale dăinuirii ei, și prin urmare, o justificare a acelor libertăți si cerințe care fac asemenea acte posibile.
O concluzie a priorică este dobândită de autor studiind oamenii ce traiesc în strânsă alăturare, sau chiar despărțiți, de o mică distanță, și anume că faptele fiecăruia pot să atingă faptele altora, și în lipsa dovezii că unii pot face ce vor fară limită, pe când alții nu pot face ce vor, atrage după sine nevoia de limitare mutuală.
Spencer afirma că atunci când incepe să se vadă limpede că într-o națiune guvernată democratic, guvernământul e pur si simplu un comitet de direcție – atunci se va vedea că acest comitet n-are nici o autoritate intrinsecă; funcția liberalismului în trecut era de a pune o limită puterii regelui. Rostul liberalismului viitor va fi de a pune o limită puterii Parlamentelor.
Herbert Spencer ține să respingă concluzia că acțiunile private ale cetățenilor nu sunt trebuincioase sau că n-au însemnătate, pentru motivul că mersul evoluției sociale e determinat de firile cetățenilor, așa cum ei lucrează în condițiile în care sunt puși. Așa că, departe de a implica că eforturile fiecărui om de a îndeplini ceea ce crede el că e mai bine n-au însemnătate, doctrina arată că astfel de sforțări, îndeosebi cele care rezultă din firea intimă a indivizilor, sunt forțe indispensabile.
În ciuda egoismului si individualismului său, Spencer susținea faptul că viața într-o comunitate este importantă. Datorită relației de dependență mutuală a părților componente, și din pricina importanței “părții” individuale față de cea colectivă, societatea nu poate fi sau face mai mult decât suma componentelor sale. Acest punct de vedere este evident, nu doar în prima sa contribuție notabilă la filozofia politică, Social Statics, ci și în eseurile sale ulterioare – unele dintre ele apărând în edițiile ulterioare ale cărții Individul împotriva statului.
Spencer susținea un punct de vedere “organic” asupra societății; cu toate acestea, el sustinea faptul că dezvoltarea naturală a unui organism necesită “libertate” – ceea ce-i permitea (filozofic) să justifice individualismul si să apere existența drepturilor individuale ale omului. Datorită angajamentului său pentru “legea libertății egale” și viziunea sa conform căreia legea și statul interfera cu aceasta în mod necesar, el a insistat asupra unei politici extensive de laissez faire. Pentru Spencer “libertatea” ...poate fi măsurată, nu de natura guvernului sub care trăiește [...], ci de puținătatea restricțiilor impuse asupra individului; adevăratul liberal caută să-i respingă pe cei ale căror legi silesc și restricționează indivizii de la a face ceea ce ei cred de cuviință. Spencer urmează filozofia curentului liberal timpuriu, susținând faptul că legea este o restricționare a libertății și că această restrângere a libertății constituie un aspect negativ, justificabil doar când este un „rău necesar”, pentru ocrotirea libertății. Singura funcție a guvernului este aceea de a asigura păstrarea și buna aplicare a drepturilor individuale ale omului. Spencer susținea că educația, religia, economia și grija pentru cei săraci și bolnavi nu trebuiesc preluate de stat.
Legea și autoritatea publică au astfel ca scop general administrarea justiției (echivalent cu libertatea și protecția drepturilor). Aceste probleme au intrat în atenția lui Spencer, ca lucrare reprezentativă pe această temă reliefându-se Individul împotriva statului. În aceasta colecție de eseuri, Spencer evidențiază contrastul dintre liberalismul timpuriu, clasic și liberalismul secolului al XIX-lea, argumentând faptul că cel din urmă, anume „Noul Torysm” este inamicul progresului individual și al libertății. Tot în această lucrare Spencer dezvoltă un argument pentru susținerea faptului că indivizii au drepturi, bazate pe o „lege a vieții”. (în mod interesant, Spencer recunoaște faptul că drepturile nu au moralitate înnascută, dar devin astfel doar prin recunoașterea individului, pentru ca drepturile sale să fie compatibile cu ceilalti, drepturile celorlalți trebuie la rândul lor să fie compatibile cu el – cu alte cuvinte, aceasta constituie o consecință a „legii libertății egale”). El a concluzionat că toată lumea are drepturi primare la libertate „în virtutea constituției lor” drept ființe umane, și că asemenea drepturi sunt esențiale pentru progresul social (Aceste drepturi includ dreptul la viață, libertate, proprietate, libertatea cuvântului, egalitatea drepturilor pentru femei, dreptul la vot universal și dreptul „de a ignora statul” – deși Spencer a revenit asupra unora din aceste drepturi în scrierile ulterioare). Astfel, cei harnici – acei cu această caracteristică, dar lipsiți de devotare față de structurile existente cu excepția celor care promovau o astfel de industrie (deci nu religie sau instituții patriotice) – vor prospera. Totuși, toti indivizii harnici, după cum credea Spencer, vor fi în mod fundamental în acord.
Nu este surprinzător faptul că Spencer a susținut ideea conform căreia argumentele utilitarienilor timpurii asupra justificării legii și autorității și asupra originii drepturilor erau greșite. De asemenea, el a respins utilitarianismul si modelul acestuia de justiție distributivă, deoarece el susținea că această teorie se baza pe o formă de egalitarianism care ignorau abandonul și, mult mai fundamental, nevoia și eficiența biologică. Spencer a susținut în continuare ideea că viziunea utilitariană asupra legii și statului era de asemenea inconsistența – care presupunea în mod tacit existența cerințelor sau drepturilor ce au atât greutate morală, cât și legală în mod independent de legea pozitivă. Spencer argumentează, de asemenea, împotriva guvernului parlamentar, reprezentativ, înfățișându-l ca un expozant de adevarate “drepturi divine” — de exemplu, susținând că „majoritatea într-o adunare are putere, dar nu are limite”. Spencer e de părere că acțiunea guvernamentală nu necesită doar acordul individual, dar că modelul asocierilor politice ar trebui să fie acela al unei “joint stock company”, unde “directorii” nu pot acționa în favoarea unui anumit bun decât la dorința explicită a „acționarilor”. Când parlamentele încearcă să facă mai mult decât să protejeze drepturile cetățenilor prin, de exemplu, “impunând” o concepție asupra binelui – chiar doar unei minorități – Spencer sugera că acestea nu se diferențiază în niciun fel de regimurile tiranice.		
Numele lui Spencer este strâns legat de altă mare teorie, cea a evoluționismului. Preluând modelul biologiei, el a elaborat un principiu universal al revoluției, conform căruia toate evenimentele din lume se desfășoară după o lege unitară a evoluției. Spencer a fost convins că din legile indestructibilității materiei si conservării energiei se poate obține pe cale deductivă conceptul evoluției universale. Principiul evoluției spune că toate evenimentele din natură, inclusiv dezvoltarea culturală, parcurg drumul de la simplu la complex.
În cuvintele lui Spencer: 

Dezvoltarea, în cea mai simplă și mai generală formă a sa, înseamnă integrarea materiei și, implicit, risipirea mișcării. Disoluția este, dimpotrivă, acceptarea mișcării și, implicit, dezintegrarea materiei.

## Principiul evoluției
Principiul evoluției pe care-l susține Spencer își poate menține pretenția de universalitate numai în măsura în care îi dăm o formulare suficient de generală. El e adecvat în măsura în care multe sisteme rămân stabile numai într-un echilibru dinamic, știința modernă situându-se mult mai aproape de Heraclit decât de Parmenide. Însă de aici nu se poate deduce nici o schemă a ordinii, utilizabilă din punct de vedere științific, care să acopere toate sistemele, de la apariția sistemului planetar până la dezvoltarea socială și culturală. Eroarea constitutivă a evoluționismului lui Spencer constă în faptul ca el nu are nici o concepție clară asupra biologiei, de la care preia modelul evoluției. Urmându-l pe zoologul francez Lamarck, el consideră dezvoltarea embrionară ca prototip al dezvoltării popoarelor și ratează înțelegerea ideii lui Darwin, care spune ca dezvoltarea indivizilor este un fenomen fundamental diferit de fenomenul dezvoltării popoarelor.
Slăbiciunea teoretică a evoluționismului nu ne poate însă face să nesocotim însemnătatea pe care acesta a avut-o în epocă. Evoluția a fost prezentată ca o metaforă pentru existență, care poate fi utilă pentru îmbinarea într-o concepție unitară a credinței pozitiviste în progres cu liberalismul și cu teza libertății nelimitate a indivizilor. Dealtfel, la Spencer se poate constata o interesantă revizuire a opiniilor. Inițial el a fost însuflețit de un optimism exaltat, fiind convins că evoluția tinde spre un maximum de satisfacție și de fericire, grație concilierii individului cu statul. Între timp, descoperirea celei de-a doua legi a termodinamicii a făcut să planeze spectrul morții termice. Ca urmare, și reflecțiile lui Spencer asupra stării finale a evoluției au început să devină mai sumbre. El nu exclude posibiliatea ca disolutia să obțină pe termen lung supremația asupra evoluției. Astfel, omniprezența morții, temperează optimismul progresist, anticipând atmosfera pesimistă de „fin-de-siècle”.
Spencer considera ca etica este partea cea mai importantă din întregul sau sistem. În acest domeniu, sub influența lui John Stuart Mill, el adopta un punct de vedere utilitarist. Dar, distanțându-se de Mill, Spencer nu considera că fericirea deplină, ca scop al acțiunilor umane, ar putea fi atinsă pur și simplu printr-o maximizare a plăcerii:
Punctul de vedere pe care îl susțin este acela că etica, în adevaratul ei sens – știința acțiunii bune –, are ca obiect stabilirea modului în care și a motivului din care anumite moduri de a acționa sunt periculoase, iar altele benefice. Aceste rezultate bune și rele nu pot fi întâmplătoare, ci trebuie să aibă consecințe necesare ordinii lucrurilor; punctul meu de vedere este că problema de bază a științelor morale este aceea de a deduce din legile vieții si din condițiile existenței care tipuri de acțiuni conduc în mod necesar la fericire, respectiv la nefericire. Dacă reușește să ofere răspunsul la această întrebare, atunci deducțiile sale vor fi recunoscute ca legi ale actiunii și trebuie urmate fără nici o referire directă la aprecierea fericirii sau a suferinței.
Din această remarcă la adresa lui Mill, reiese că Spencer pune etica în legatură nu cu acțiunile, ci cu evenimentele. Sentimentul moral judecă felul în care ar trebui să se petreacă lucrurile în lume, astfel încât plăcerea de a trăi să fie mai puternică decât durerea. Aspirația către plăcere este pusă în serviciul scopului conservării vieții, care, după Spencer, prevalează ascupra tuturor celorlalte scopuri. Urmând această linie de gândire, el conferă eticii o fundamentare biologică, fără a cădea însă în biologism. Scopul este o etică evoluționistă care interoghează înainte de toate asupra apariției simțului moral în constituția naturală a umanității și asupra formei în care acesta este legat de dezvoltarea socială.

## Opere
Marile opere și scrieri ale lui Herbert Spencer sunt următoarele:
- Social Statics, 1851
- The Principles Of Psychology, 1855
- First Principles, 1862
- The Principles Of Sociology, 1876-1896
- The Study Of Sociology, 1880
- The Man Versus The State, 1884
- The Factors Of Organic Evolution, 1887
- Essays, Scientific, Political And Speculative, 1892
- The Principles Of Biology, 1894
- An Autobiography, 1904